# 湖东种羊场
湖东种羊场，是中华人民共和国青海省海南藏族自治州共和县下辖的一个类似乡级单位。

## 行政区划
湖东种羊场下辖以下地区：
工付队、农业队和畜牧队。